# Marktbreit
Marktbreit is een gemeente in de Duitse deelstaat Beieren, en maakt deel uit van het Landkreis Kitzingen.
Marktbreit telt 3.973 inwoners.
Het wapen van Marktbreit bevat een lintworm.

## Foto's

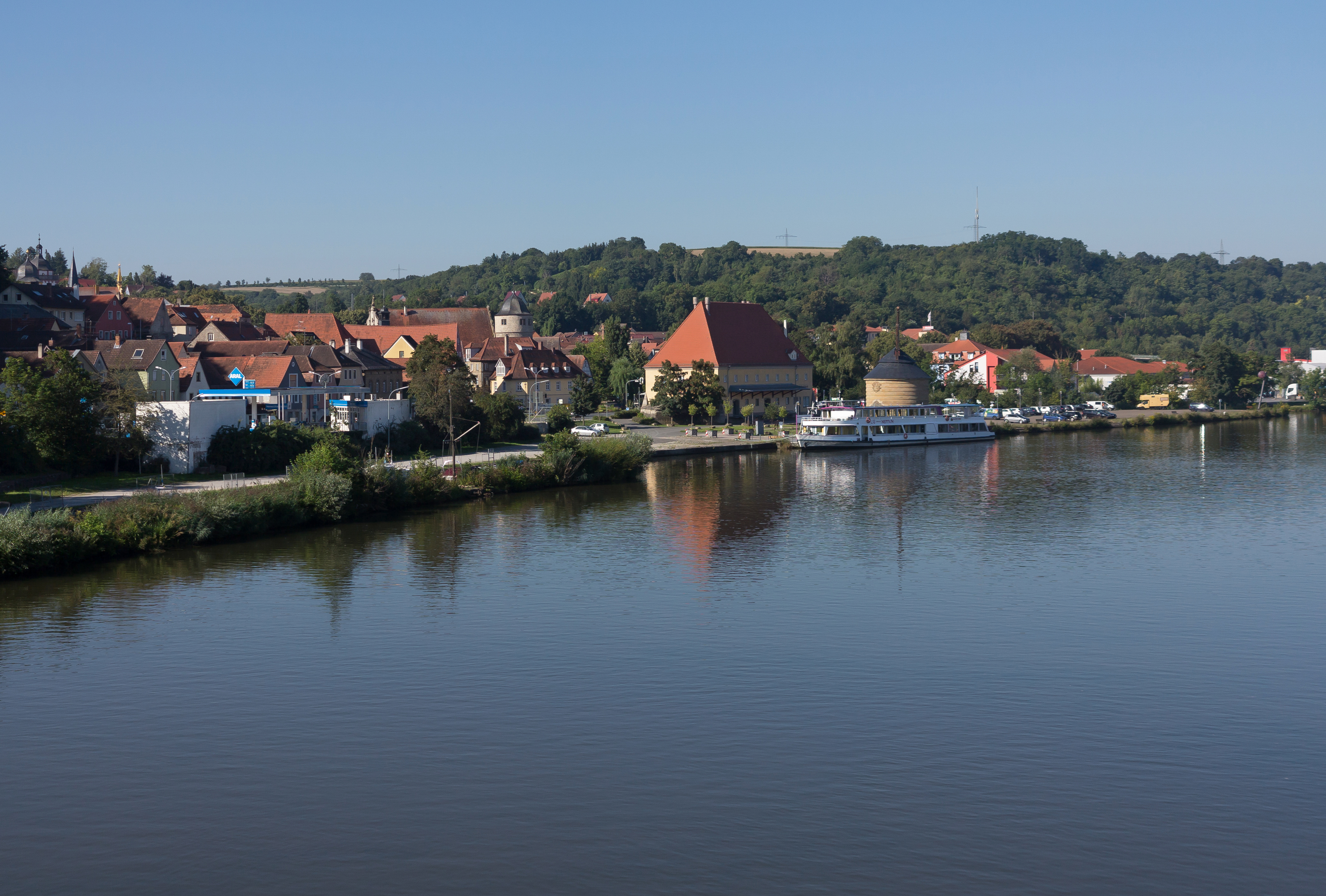
Stadszicht vanaf Segnitz
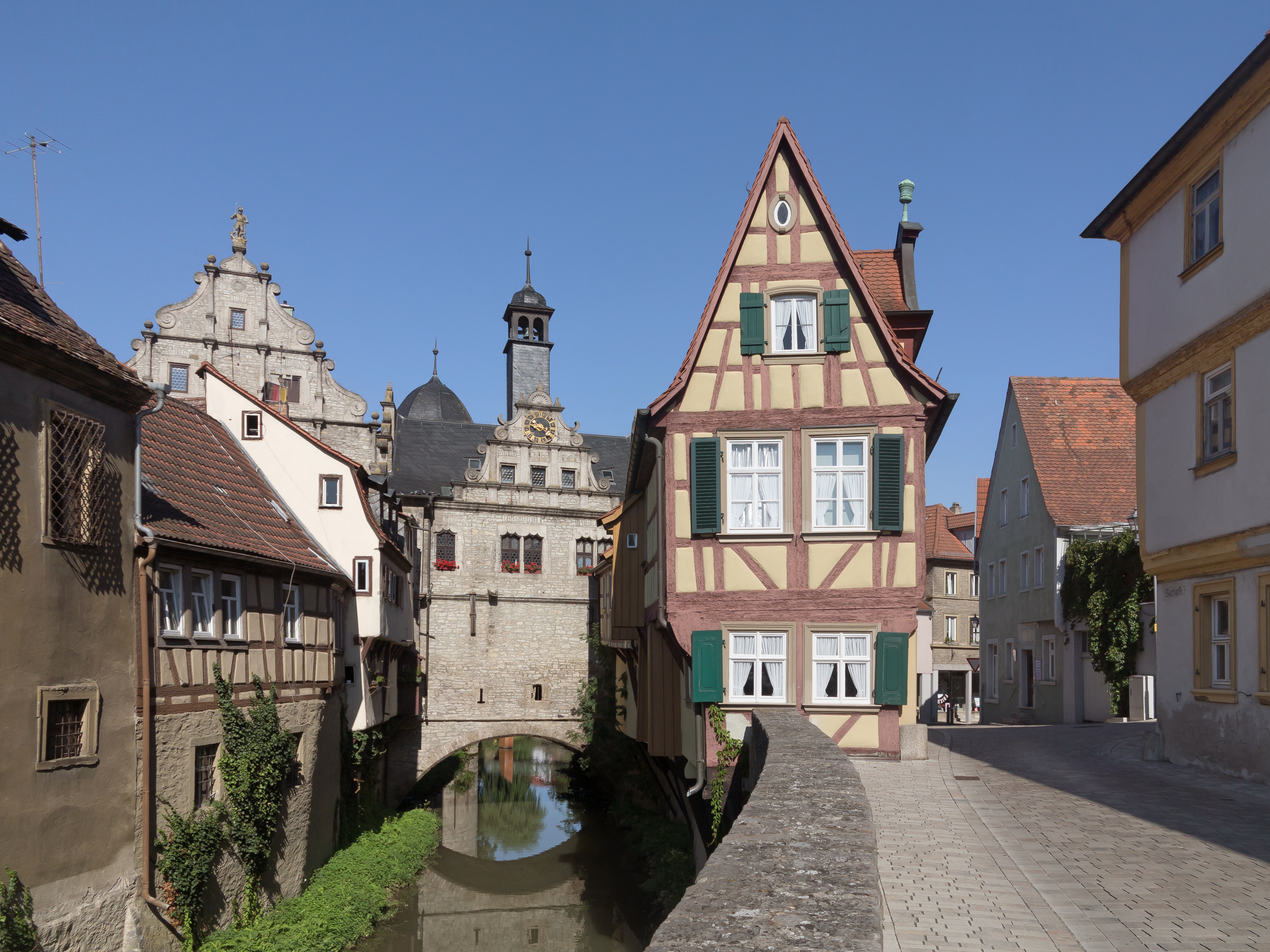
Monumentaal pand (das Malerwinkelhaus)
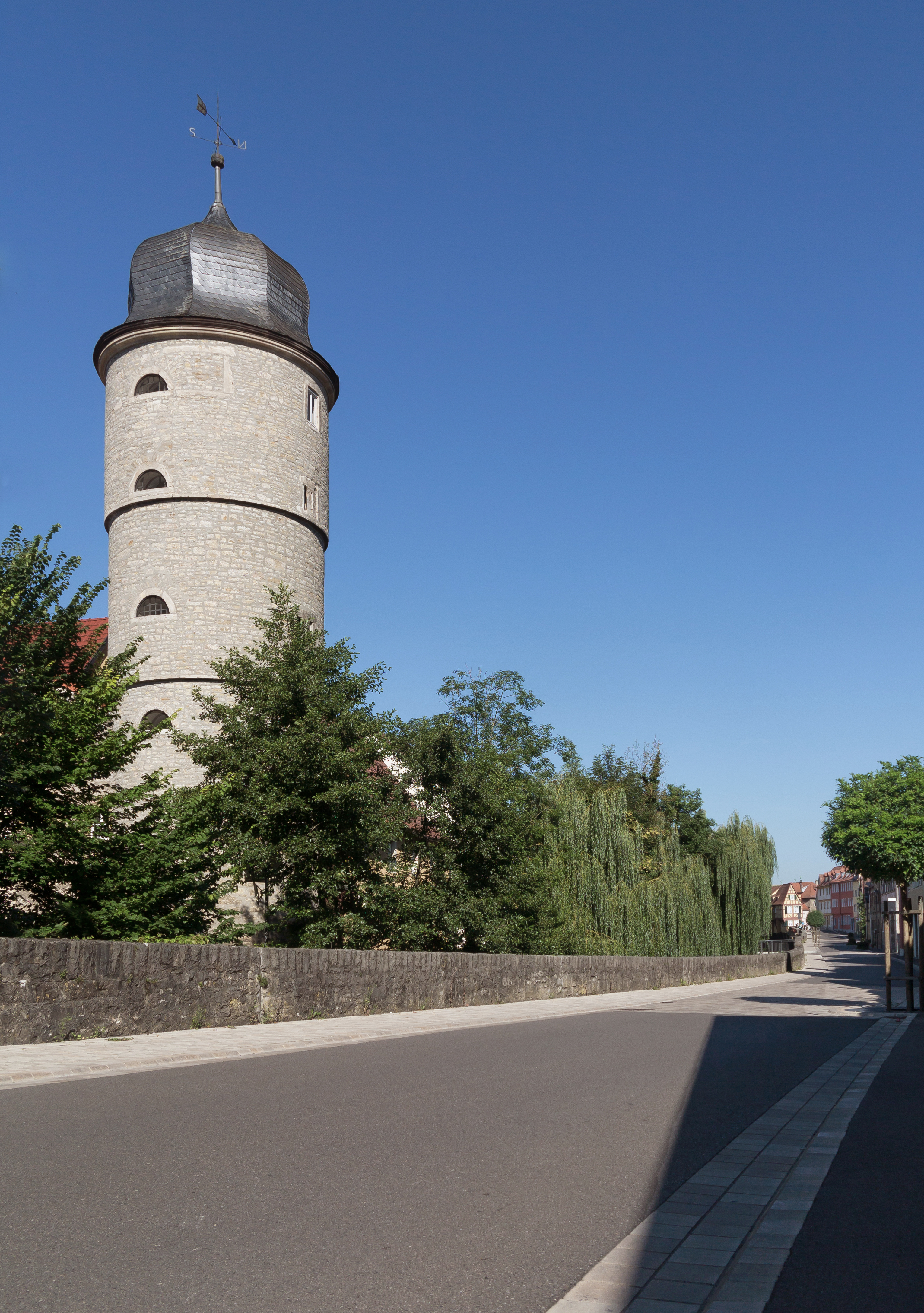
Toren: der Weisser Turm

## geboren
- Alois Alzheimer, (1864-1915) arts

Abtswind ·
Albertshofen ·
Biebelried ·
Buchbrunn ·
Castell ·
Dettelbach ·
Geiselwind ·
Großlangheim ·
Iphofen ·
Kitzingen ·
Kleinlangheim ·
Mainbernheim ·
Mainstockheim ·
Markt Einersheim ·
Marktbreit ·
Marktsteft ·
Martinsheim ·
Nordheim am Main ·
Obernbreit ·
Prichsenstadt ·
Rödelsee ·
Rüdenhausen ·
Schwarzach am Main ·
Segnitz ·
Seinsheim ·
Sommerach ·
Sulzfeld am Main ·
Volkach ·
Wiesenbronn ·
Wiesentheid ·
Willanzheim